# Cecil Edgar Tilley
Cecil Edgar Tilley FRS (* 14. Mai 1894 in Unley, Adelaide; † 24. Januar 1973 in Cambridge) war ein australisch-britischer Petrologe und Geologe. Er war ein Pionier bei der Verknüpfung von Daten aus dem petrologischen Labor mit der geologischen Wirklichkeit und führte eine streng systematische wissenschaftliche Arbeitsweise in die Petrologie ein.

## Leben
Tilley wurde als das jüngste Kind von John Thomas Edward Tilley, einem Bauingenieur aus London, und Catherine Jane aus South Australia geboren. Er besuchte die Adelaide High School und studierte dann unter William Rowan Browne (1884–1975) an der University of Adelaide. Dort erhielt er 1914 als Abschluss eines vierjährigen Studiums den Grad eines B.Sc., wechselte an die University of Sydney und schloss das Studium der Chemie und Geologie im Jahr darauf mit Auszeichnung endgültig ab. 1916 wurde er zum Kriegsdienst im Ersten Weltkrieg einberufen. Er arbeitete in England in der Munitionsindustrie, kehrte aber nach dem Ende des Krieges nach Australien zurück.
1919 gewann Tilley ein Stipendium an der Cambridge University, und ging 1920 als Ph.D. nach England. Bis auf ein kurzes Zwischenspiel kurz vor dem Zweiten Weltkrieg verbrachte Tilley den Rest seiner Karriere dort, auch wenn er Australien nach dem Krieg mehrfach besuchte und Studenten nach Cambridge zog, die später in Australien akademische Positionen innehatten.
In Cambridge studierte er ab 1920 Petrologie unter Alfred Harker, einem Pionier der britischen Petrologie. Seit 1923 arbeitete er in der Lehre und unterrichtete Petrologie und wurde 1931 schließlich Professor der Mineralogie und Petrologie an der University of Cambridge. Auch nach seiner Emeritierung 1961 arbeitete er weiter mit experimentellen Petrologen zusammen.
1928 heiratete er Irene Doris Marshall, mit der er eine Tochter hatte. Tilley starb am 24. Januar 1973 in Cambridge.

## Wirken
Tilley führte eine streng systematische Arbeitsweise in die Petrologie ein, die sich vor allem auf eine große Zahl von Gesteinsproben und ihre gründliche petrographische Untersuchung stützte. Ebenso wichtig waren für ihn die Erkennung der gesteinsbildenden Minerale, die chemische Analyse des Gesteins und schließlich eine erschöpfende Kenntnis der Fachliteratur. Im Lauf seiner wissenschaftlichen Laufbahn veröffentlichte er 122 wissenschaftliche Aufsätze, fast drei Viertel davon als Alleinautor.
Feldstudien im Gebiet der heimischen Adelaide Hills in den Jahren 1912 und 1913, die zu seiner ersten Veröffentlichung führten, bildeten den Grundstock von Tilleys Geländeerfahrung. Untersuchungen an einer Abfolge metamorpher Gesteine der Eyre Peninsula in South Australia schulten ihn im Umgang mit den verschiedenen Reaktionen, die Kontaktmetamorphose an den Grenzflächen von Magma zu Kreide- und Kalkgesteinen hervorruft. Er vertiefte seine Studien der Gesteinsmetamorphose an regionalmetamorphen Gesteinen der schottischen Highlands und auf Exkursionen nach Skandinavien und entwickelte ein Konzept zur Zoneneinteilung metamorpher Gesteinsabfolgen.
Ab Mitte des 20. Jahrhunderts wandte er sich den magmatischen Gesteinen zu. Er untersuchte vor allem die Entstehung und Zusammensetzung von Basalten. Nach seiner Emeritierung 1961 arbeitete er mit experimentellen Petrologen der Carnegie Institution in Washington D.C. weiter an diesem Thema.

## Ehrungen
Tilley war Vorsitzender verschiedener geologischer Gesellschaften und erhielt mehrere wissenschaftliche Preise, darunter:
- Fellow of the Royal Society 1938
- Vizepräsident der Royal Society 1949–50
- Ehrenmitglied (Honorary Fellow) der Royal Society of Edinburgh 1957[4]
- Mitglied der American Academy of Arts and Sciences 1966
- Royal Medal 1967
- Mitglied der National Academy of Sciences 1967
- Präsident der Mineralogical Society (1948–51 und 1957–60)
- Präsident der International Mineralogical Association (1964–1970)
- Präsident der Geological Society of London (1949–1950)
- Roebling-Medaille der Mineralogical Society of America 1954
- Wollaston-Medaille 1960

Ein 1933 neu entdecktes und von Esper S. Larsen und Kingsley C. Dunham beschriebenes Mineral erhielt ihm zu Ehren den Namen Tilleyit. Darüber hinaus tragen in der Antarktis die Tilley Bay, der Tilley-Nunatak und Mount Tilley seinen Namen.